# دوروتی کامینگ
دوروتی کامینگ (انگلیسی: Dorothy Cumming؛ ۱۸۹۴ – ۱۰ دسامبر ۱۹۸۳) یک هنرپیشه اهل استرالیا بود.
از فیلم‌ها یا برنامه‌های تلویزیونی که وی در آن نقش داشته است می‌توان به سفیدبرفی، بانوی الهی، قتل شبه عمد، شاه شاهان، باد، یک بوسه برای سیندرلا، تقلب اشاره کرد.